# Salzenforst-Bolbritz
Salzenforst-Bolbritz, niedersorbisch Słona Boršć-Bolborcyⓘ, ist eine ehemalige Gemeinde, die heute im nordwestlichen Teil der Stadt Bautzen liegt. Bis 2007 wurde es als einzelner Stadtteil angesehen, seitdem wird das Gebiet offiziell in die Ortsteile Salzenforst (Słona Boršć), Bolbritz (Bolborcy), Bloaschütz (Błohašecy), Döberkitz (Debrikecy), Löschau (Lešawa), Oberuhna (Horni Wunjow), Schmochtitz (Smochćicy) und Temritz (Ćemjercy) unterteilt. Seit 2020 zählt auch Niederuhna (Delni Wunjow) offiziell als Ortsteil.

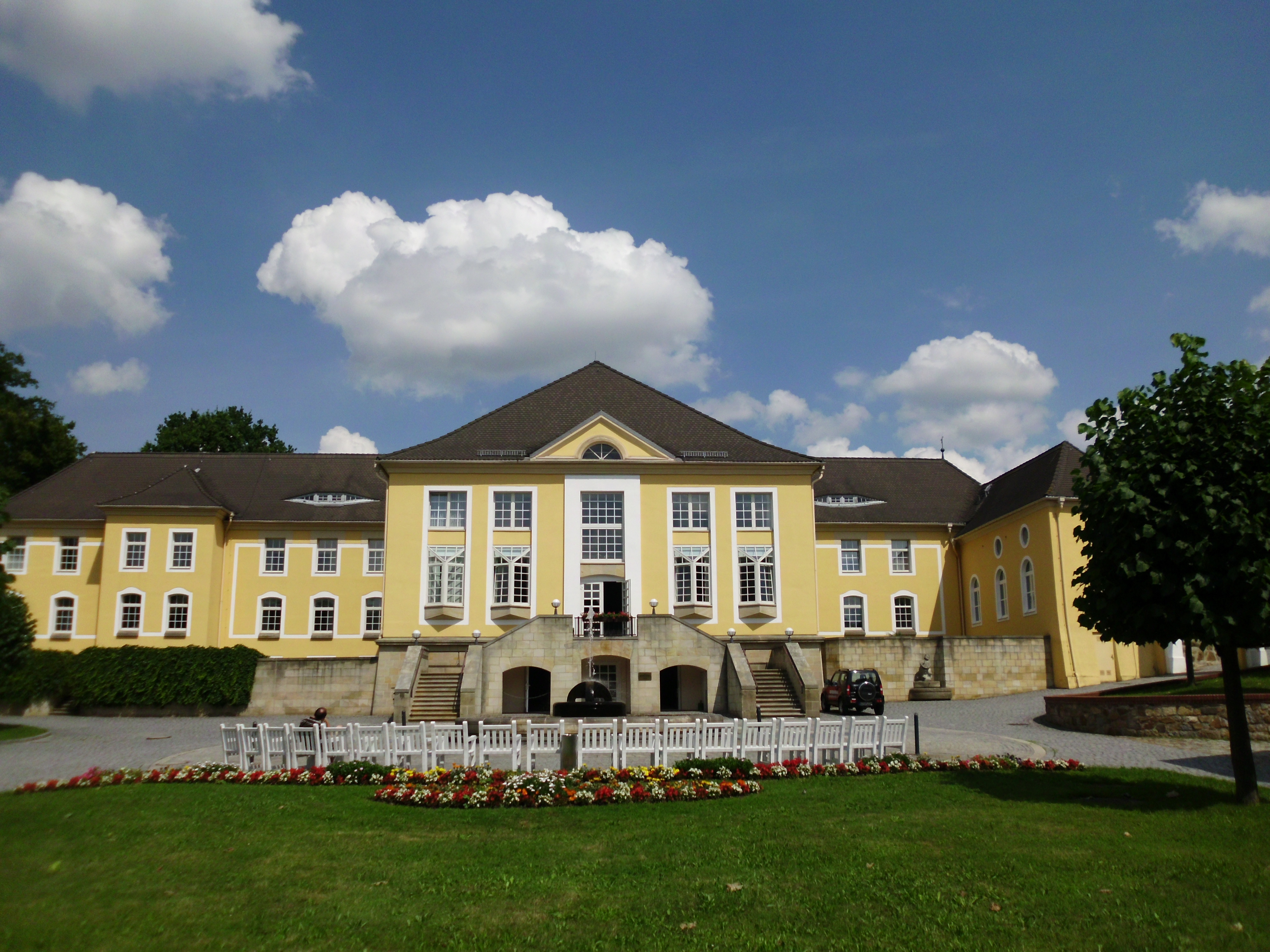
Bischof-Benno-Haus in Schmochtitz

Im Ortsteilgebiet liegt der Chorberg, mit 266 m die höchste Erhebung des Bautzener Stadtgebietes. Dieser ist Teil einer Sand- und Kiesmoräne, die in Teilbereichen auch zur Sand- und Kiesgewinnung genutzt wird. Der ehemals südlich davon gelegene Lerchenberg ist schon im Zuge des Autobahnbaus der A4 verschwunden. Dabei wurden Urnen, Siedlungen, Geräte, Waffen und der Raseneisenerzvorrat mit Holzkohlelager gefunden, die alle auf ein Alter von bis zu 4000 Jahren datieren und einen der vielen Beweise dafür darstellen, dass das Gebiet um Bautzen zu den ältesten in bemerkenswerter Größenordnung besiedelten Gebieten im heutigen Ostdeutschland gehörte.
Die in DDR-Zeiten ansässige LPG besaß unter anderem ein Rinderkombinat.
Zum 1. Januar 1994 wurde Salzenforst-Bolbritz nach Kleinwelka eingemeindet. Mit diesem kam es am 1. Januar 1999 zu Bautzen.
Im Bischof-Benno-Haus in Schmochtitz befindet sich eine Katholische Bildungsstätte des Bistums Dresden-Meißen.

## Industriegebiet Salzenforst
Das Industriegebiet Salzenforst liegt direkt an der A 4. Erste Erschließungsarbeiten begannen bereits in der Zeit, als die Gemeinde noch kein Teil von Bautzen war. Hier hat sich unter anderem die derzeit modernste Aluminiumgießerei Deutschlands angesiedelt.

## Sonstiges
Da Fronleichnam kein gesetzlicher Feiertag in Sachsen ist, aber einzelne katholische Gemeinden aufgrund der Fronleichnamsverordnung diesen trotzdem begehen, kommt es zur Besonderheit in Bautzen, dass nur der Ortsteil Salzenforst-Bolbritz zum Fronleichnamsfest einen gesetzlichen Feiertag besitzt, während die Bautzener in den anderen Ortsteilen arbeiten gehen müssen.